# Eugen Michel

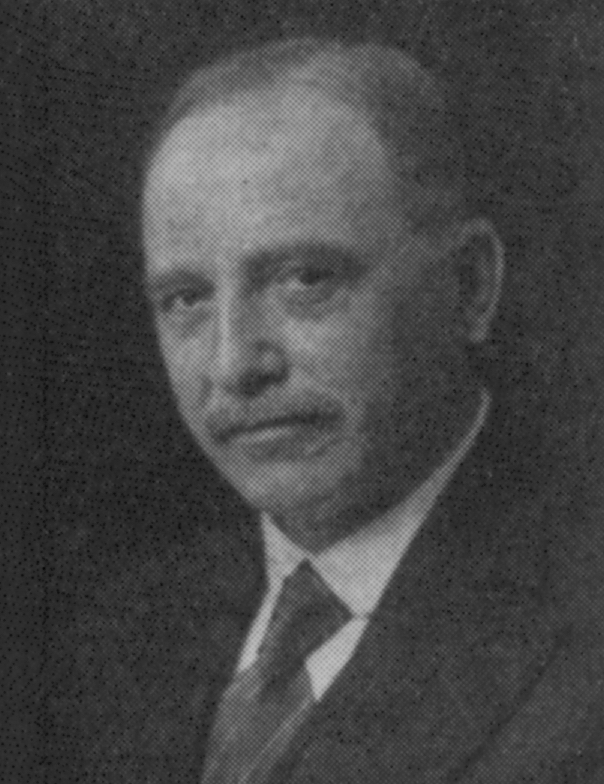
Eugen Michel

Eugen Michel (* 22. Februar 1873 in Frankenthal (Pfalz); † 6. Oktober 1946 in Hannover) war ein deutscher Architekt, Raumakustiker und Hochschullehrer.

## Leben und Wirken
Während seines Studiums wurde er Mitglied des Corps Pomerania-Silesia Berlin. Michel wurde nach bestandenem 2. Staatsexamen im Hochbaufach 1899 zum Regierungsbaumeister (Assessor in der öffentlichen Bauverwaltung) ernannt. Ab 1903 trat er in den Dienst des Bezirksverbandes des Regierungsbezirks Wiesbaden. Im gleichen Jahr wurde er in Hannover promoviert. 1905 war er Stadtbauinspektor in Kiel, bevor er 1907 als Professor für Statik der Baukunst, an die Technische Hochschule Hannover berufen wurde, wo er ab 1921 auch Raumakustik lehrte. Seit 1928 leitete er zusammen mit Friedrich Fischer eine Forschungsstelle für kirchliche Kunst und Raumakustik. 1927 entwarf er die Akustik für die Rudolf-Oetker-Halle in Bielefeld. 1929 plante er den großen Sendesaal im neuen Funkhaus des Nordischen Rundfunks AG (NORAG) in Hamburg. Zum 1. Mai 1933 trat er in die NSDAP ein (Mitgliedsnummer 2.959.012) und unterzeichnete im November 1933 das Bekenntnis der deutschen Professoren zu Adolf Hitler.

## Schriften
- Über die keramischen Verblendstoffe. Knapp, Halle a.S. 1903 (Dissertation, Hannover 1903).
- Die künstlerische Gestaltung von Eisenkonstruktionen. (mit Hermann Jordan) Königliche Akademie des Bauwesens zu Berlin, 1913.
- Hörsamkeit großer Räume. Braunschweig 1921.
- (als Mitautor): Handbuch der Physik. Band 8: Akustik. Hrsg.: Ferdinand Trendelenburg. 1927.
- Schallschutz im Hochbau. In: Zentralblatt der Bauverwaltung. Nr. 39, 1929, S. 633–635 (zlb.de).
- Akustik und Schallschutz im Hochbau. Berlin / Leipzig 1938.
- Geschichte des Brückenbaus. Architektur. Reprint, Zürich 2009.